# Lepiniopsis ternatensis
Lepiniopsis ternatensis är en oleanderväxtart som beskrevs av Val.. Lepiniopsis ternatensis ingår i släktet Lepiniopsis och familjen oleanderväxter. Inga underarter finns listade i Catalogue of Life.